# Oedicladium serricuspe
Oedicladium serricuspe är en bladmossart som beskrevs av Noguchi och Iwatsuki 1983. Oedicladium serricuspe ingår i släktet Oedicladium och familjen Myuriaceae. Inga underarter finns listade i Catalogue of Life.